# LittleBigPlanet 2
A LittleBigPlanet 2 egy puzzle-platform videójáték, melyet a Media Molecule fejlesztett ki, és a Sony Computer Entertainment adott ki PlayStation 3 konzolra. A játék Észak-Amerikában 2011. január 18-án, Európában 2011. január 19-én, Ausztráliában és Új-Zélandon 2011. január 20-án, míg az Egyesült Királyságban és Írországban 2011. január 21-én jelent meg.
A LittleBigPlanet (2008) közvetlen folytatása a LittleBigPlanet sorozatnak, a harmadik része pedig a 2009-ben megjelent PSP játékot követően készült. A LittleBigPlanet 2-ben a felhasználók által az első játékban létrehozott több mint 3 millió pálya játszható és szerkeszthető. Ellentétben az elődjével, amelyet platformjátékként forgalmaztak, a LittleBigPlanet 2 játékplatformként került piacra, külön hangsúlyt fektetve a felhasználók által létrehozott tartalmakra. A PlayStation Move támogatását a játék 2011 szeptemberében kiadott szoftverfrissítése hozta el, így a felhasználóknak lehetőségük van a játékot a PlayStation Move mozgásvezérlővel, navigációs vezérlővel vagy játékvezérlővel együtt játszani. A játék online funkcionalitása hivatalosan 2021. szeptember 13-án megszűnt, hosszú kihagyás után, a LittleBigPlanet (2008), a LittleBigPlanet PS Vita és a LittleBigPlanet 3 PlayStation 3 verziójával együtt.

## Játékmenet
Az eredeti cím háromdimenziós (2.5D) jellegét megtartva a játékosok irányíthatják Sackboy karakterüket, nem csupán korlátozva a platformszintekre. Lehetőségük van különféle pályákat létrehozni, beleértve a versenyeket, rejtvényeket és szerepjátékokat is. Új animációs felvételi opciók állnak rendelkezésre, és a játékosok készíthetnek vágókockákat a saját pályájukhoz. Manipulálhatják a kamerát a vágókockák és a játékmenet során, valamint rögzíthetnek saját hangeffekteket a pályájukhoz. Az eredeti és licenszelt zenei darabok mellett a játék tartalmaz egy erős zeneszekvenszer-t is. A szintek egymáshoz kapcsolhatók, így egy szint befejezése azonnal átvezeti a játékost a következőbe.
A játék létrehozását segítő új eszköz a "Controlinator". Ez lehetővé teszi a játékosok számára, hogy konkrét műveleteket, például gombnyomásokat vagy Sixaxis mozgásvezérlést rendeljenek a játéktervük bizonyos aspektusaihoz. A játékosok azonban nem korlátozhatják a Controlinator használatát szinteken belül, és használhatják a játékos Sackboy karakterének akcióinak irányítására, ezáltal nagyobb mozgásszabadságot biztosítva. A Media Molecule ezt a tervezést a korai platformjátékok előtti tiszteletadásra válaszként választotta, ahol a játékosoknak "el kellett rejteniük" és sajátos módon kellett manipulálniuk a Sackboy karaktert, hogy megismételjék a játékstílust. Ezen eszköz mellett további, letölthető tartalomként elérhető játékelemek is vannak, például a Metal Gear Solid paintball pisztolyhoz hasonlóak, beleértve egy grappling kampót, a "Creatinator"-t - egy kalapot, amelyet Sackboy visel, és amelyet a Teremtő konfigurálhat úgy, hogy kilőjön bármilyen tárgyat - és a "grabinátorokat", amelyek lehetővé teszik, hogy Sackboy felvegye és dobja a megragadható tárgyakat. A Media Molecule rendszeresen frissíti a játékot új elemekkel.
Az ellenfél létrehozásának folyamata továbbfejlesztésre került. A játékosok most "Sackbotokat" hozhatnak létre, melyek olyan nem-játékos karakterek, melyek mesterséges intelligenciáját a szint készítője szabályozhatja. E lehetőségek közé tartozik a Sackbotok sebezhetőségeinek meghatározása, valamint az AI követendő programozási rutinjainak beállítása. A Sackbotokat ugyanúgy testreszabhatják jelmezekkel és dekorációkkal, mint a játékos karaktereket, és a mesterséges intelligencia másolható és beilleszthető több Sackbot közé. A fent említett irányítók szintén képesek irányítani a Sackbotokat.
Az első játék minden letölthető tartalma felhasználható a LittleBigPlanet 2-ben, éppúgy, mint a legtöbb felhasználó által készített pálya. 2013 júniusáig közel 8 millió pályát töltöttek fel és hoztak létre mindkét LittleBigPlanet játékhoz PlayStation 3-on.

## Sztori
A játékosok folytatják Sackboy útját az első játék eseményei és a hordozható verzió befejeződése után. Az interdimenzionális porszívó, Negativitron, megjelenik a LittleBigPlanet égen, és elkezdi felszívni lakóit, köztük Sackboyt is. Larry Da Vinci (Robbie Stevens), a "The Alliance" nevű, félig titkos, félig szervezett csoport vezetője megmenti Sackboyt, megvédve őt a Negativitrontól (Jeremy Mayne). A Szövetség elkötelezett amellett, hogy megállítsa a Negativitront és annak befolyását, mielőtt az elpusztítaná a Craftworldet.
Miután Sackboy sikeresen teljesítette Larry rejtekhelyén a teszteket, Larry elmondja neki, hogy el kell jutniuk Victoria Von Bathysphere (Judy Sweeney) laboratóriumába, ahol egy Sackbot hadsereget épített a Szövetség részére. Azonban éppen amikor odaérnek, a Negativitron megtámadja és felszívja a laboratóriumot és a Sackbotok egy részét, néhányukat gonosszá változtatva. Victoria, aki kiszabadult a vonatáról, elmagyarázza a csoportnak, hogy be kell jutniuk a laboratóriumba, és le kell állítaniuk a Meanies-t készítő gépet. Miután sikerrel járnak a gép leállításában, a Negativitron életre kelti a gépet, ami egy pókszerű lényként átméretezi a labor falait. A gép megsemmisítése után rájönnek, hogy a Negativitron elhurcolta a Sackbotokat a "A Better Tomorrow Gyárába". Az érkezéskor Sackboy és Larry megtalálják a gyár tulajdonosát, Clive Handforthot (Barry Meade), aki egy kannában bujkál, miután a Negativitron átveszi az uralmat. A Sackbotok a gyárban rabszolgává váltak, kényszerítve a bandát, hogy minél többet szabadítson ki közülük. Amikor megpróbálnak elmenekülni a gyárból, Clive egyik őrpulykája megszökik, és megpróbálja megakadályozni, hogy a Sackbotokkal együtt elhagyják a gyárat. Miután sikerül elkerülniük őt, Sackboy, Larry és Clive Avaloniába viszi a Sackbotokat, hogy újra kiképezze őket.
Avaloniában az Avalon Centrifuge (Colin McFarlane) részt vesz Sackboy kiképzésében a gépekkel folytatott harcok terén. Azonban félúton a Negativitron megtámadja Avaloniát, és lerombolja a Meanies-t. Miután kimentették a Sackbotokat a létesítmény romjai közül, felszállnak a Hatalmas Űrhajóra, készen állva a távozásra Avaloniából. Azonban egy Meanie hadihajó megtámadja a hajót. Bár Sackboy legyőzi a hadihajót, a Hatalmas Űrhajó megsérül, és javításra szorul. Az egyetlen, aki képes újra repülni, az a nagy feltaláló, Dr. Herbert Higginbotham (Ewan Bailey), akit egy Meanie fertőzött meg a Negativitron támadás során Clive gyárában. Avalon elküldi Sackboyt és Clive-ot Eve menhelyére, a Mentális Alternatíváért, hogy kiszabadítsák Higginbothamet. Amikor megérkeznek, kiderül, hogy a menedékházat Meanies támadják. Eve Silva Paragorica (Jules de Jongh) arra kéri őket, hogy segítsenek megmenteni a menedékházat és a bent lévő betegeket, majd elvezeti őket Higginbothamhez. Miután kitisztították a Meanies-t a menedékházban, megtalálják Higginbothamet. Eve azt javasolja, hogy szabaduljanak meg a fertőzéstől úgy, hogy összezsugorítják Sackboyt, és beküldik Higginbotham fejébe. Higginbotham még a fertőzés megszüntetése után is őrültnek tűnik. Amikor visszatérnek Avaloniába, Higginbotham megjavítja a Hatalmas Űrhajót, de amint távozni készülnek, Avalon úgy dönt, hogy beszédet mond, és a Negativitron elrabolja.
Ahogy a Kozmoszon átutaznak, hogy megtalálják a Negativitron magját, a Negativitron támadást indít ellenük, felporszívózza a hajó egyes részeit, és károsítja azt. Sackboyt küldik, hogy elindítsa a menekülő dobozokat, kiszabadítsa a gépeket és a Sackbotokat, majd meneküljön. A Hatalmas űrhajó lezuhan a Negativitron magbolygóján, és bezárul egy erőtérbe. Larry Da Vinci üzenetet küld Sackboynak, hogy segítsen nekik. Miután megtalál egy Fehér Sackbot lovagot, és megmenti, egy Robobuntot talál, és azt használja, hogy kimentse a Szövetséget. Miután legyőzték azt az óriási robotot, amely Avalont fogva tartotta, eljutnak a Negativitron magjához. Megjelenik a Negativitron, és rájuk indítja a Meanies és őrpulykák seregét, de a Sackbot Hadsereg megvédi a Szövetség tagjait. A Negativitron megpróbálja eltántorítani őket a harctól azzal, hogy felfedi, hogy a Craftworlderek személyiségének minden negatív aspektusa hozta létre, és hogy "Ha elpusztítotok engem, elpusztítjátok magatokat". Azonban vereséget szenved egy hosszú és veszélyes csata után Zsákfiúval és a Szövetség többi tagjával szemben. A Szövetség gratulál Sackboynak a megmentésért és a Craftworld megmentéséért, majd úgy döntenek, hogy hazatérnek.

## Közösség
A játék megjelenése előtt röviddel egy új közösségi weboldal indult el, melynek célja, hogy a felhasználók könnyedén megtalálhassák és megoszthassák a játékon belüli alkotásaikat. Az LBP.me lehetővé tette a játékosoknak, hogy böngésszék és keressék a LittleBigPlanet és a LittleBigPlanet 2 közösségi szintjeit. Mindegyik szinthez tartozik egy egyedi URL, amit a felhasználók másolhatnak és megoszthatnak másokkal. Ha be vannak jelentkezve a Sony Entertainment Network fiókjukkal a webhelyre, a felhasználók hozzáadhatják a szinteket a "Várólista"-jukhoz, így könnyen megtalálhatják a szinteket, amikor játszanak, és csatlakozhatnak a játék szervereihez. Ha a felhasználó éppen a LittleBigPlanet 2-vel játszik, és jelenleg nincs egy szinten, akkor a webhelyen megjelenik egy "Játssz Most" gomb, amely egy utasítást küld vissza a játéknak, hogy azonnal eljusson a kiválasztott szintre.
A webhely tulajdonosai különböző widgeteket alkalmazhatnak a játék élő adatainak hozzáadásához bármely weboldalhoz. Nyilvános API is rendelkezésre áll, azonban a játék fejlesztői csak eseti alapon biztosítják a hozzáférést.
2011. február 17-én megjelent egy közösség által készített félhivatalos csomag, amelyet Hansel és Gretelbot néven ismertek. A pályák sorozatát a Hansel és Gretel mese inspirálta, és a közösség tagjaiból álló csapat hozta létre. A Media Molecule vállalat kereste meg őket, és megbízta őket azzal, hogy együttműködjenek, és olyan pályákat hozzanak létre, amelyek megfelelnek a játék történetének minőségi szintjeinek. A sorozat, amelyet kizárólag a játék belső eszközeivel alkottak meg, eredeti zenével, szinkronizációval és díjakkal rendelkezik.
2020. november 23. óta az LBP.me szolgáltatás offline állapotban van. A LittleBigPlanet közösség menedzsere, Steven Isbell, két nappal a szolgáltatás leállítása után kijelentette: "Nem tervezzük a LittleBigPlanet szervereinek leállítását. Az LBP.me csak néhány általános karbantartás és frissítés miatt került leállításra." 2022. június 9-én, 18 hónappal a leállás kezdetét követően Isbell végül személyes Twitter-fiókjában bejelentette, hogy "az LBP.me a belátható jövőben nem fog működni". A webhely 2023-tól offline marad.

## Fejlesztés
A játékra 2010 márciusában a Sony képviselője utalt, aki kijelentette, hogy a játék gyártás alatt áll, és támogatni fogja a PlayStation Move kontrollereket. 2010 áprilisában pedig Ocher zenész, aki elárulta, hogy az egyik dalát licencelték a játékhoz. Ezt hivatalosan a Game Informer videojáték-magazin jelentette be 2010. júniusi számában. 2010. május 8-án a Media Molecule hivatalosan is megerősítette, hogy fejlesztik a LittleBigPlanet 2-t a Twitter-fiókjukon, és utaltak arra, hogy a játékot hivatalosan 2010. május 10-én, hétfőn mutatják be. 2010. május 10-én a hivatalos weboldal elindított egy bejelentést tartalmazó oldalt és egy hírcikket, amely bemutatta a játék részleteivel és a bejelentés előzetesével. A bejelentés a PlayStation Blogon is megtörtént, 2010 negyedik negyedévi megjelenési dátummal. Számos szerencsejátékkal foglalkozó webhely számolt be a játékról, amikor feloldották az embargót, köztük az EuroGamer és az IGN.
2008 októberében a BBC arról számolt be, hogy a Media Molecule már megkezdte a LittleBigPlanet folytatásának fejlesztését, még az eredeti játék megjelenése előtt. A kijelentést később tisztázták egy IGN interjúban, ahol Siobhan Reddy, a Media Molecule munkatársa elmondta: "A LittleBigPlanetet egy platformnak tekintjük... Rengeteg további tartalom várható, változó mérettel és funkcióval. És már elkezdtük, igen." Alex Evans hozzátette, hogy a felhasználók által a LittleBigPlanetben véghezvitt "hatalmas érzelmi befektetések" miatt nem terveznek hagyományos folytatást. Mivel nem szeretnék, hogy a felhasználók által generált tartalom elavulttá váljon, a céljuk az volt, hogy "kibővítsék a játékot a közönség felosztása nélkül".
2008 júliusában a Media Molecule említette, hogy ha valaha is készül LittleBigPlanet folytatás, az visszafelé kompatibilis lesz az eredeti játékkal, beleértve a felhasználók által készített pályákat is. 2009 novemberében a pályatervező, Danny Leaver részletezte, hogy egy hagyományos folytatás szétvághatja az LBP közösségét, amely "a legellentmondásosabb dolog, amit tehet".
2010. március 23-án az IGN bejelentette, hogy a LittleBigPlanet 2 fejlesztés alatt áll, és támogatni fogja a közelgő PlayStation Move kontrollert. A Sony később cáfolta ezt a jelentést, kijelentve, hogy az eredeti cím jövőbeli tartalmai kompatibilisek lesznek a PlayStation Move rendszerrel. Később, májusban, a trailer megjelenésével együtt, a Sony megerősítette, hogy a LittleBigPlanet 2 kompatibilis lesz a Move rendszerrel. Eredetileg bejelentették a billentyűzet és egér támogatását a Create módban, de később megerősítették, hogy ez a funkció nem volt elérhető a játék indulásakor.
A játékot Stephen Fry narrálja, ahogyan az első résznél tette.
2010. december 8-án a Media Molecule hivatalos blogján közzétett egy cikket "A LittleBigPlanet 2 Zenéje" címmel, amelyben felfedték azoknak a zeneszerzőknek a kilétét, akik eredeti zeneszámokat készítettek a játékhoz. A hét zeneszerző között szerepeltek Paul Thomson, Richard Jacques, Winifred Phillips (zenei producere Winnie Waldronnal), Baiyon, Keith Tenniswood, Daniel Pemberton és a Media Molecule hangtervezője, Kenneth Young.
A Media Molecule-t megkérdezték az IGN Q-and-A szekciójában arról, hogy a PlayStation Move-ot hogyan fogják hozzáadni a játékhoz a jövőbeli frissítésekben. A cég elárulta, hogy dolgoznak azon, hogy a mozgásvezérlőket integrálják a játék Play, Create és Share módokba: "A Move izgalmas dolog, hogy dolgozunk egy játék-alkotás-megosztás csomagon. Még mindig a K+F fázisban vagyunk, és azon dolgozunk, hogy milyen funkciók lesznek, de hamarosan bejelentjük, és mi Nagyon izgatott vagyok. Ugyanúgy, mint a [LittleBigPlanet]-ben, megvan a Controlinator, és áttervezheti a vezérlőket, ugyanezt megteheti a Move-val. Azt is lehetővé teszi, hogy a közösség elkészítse a sajátját Move játékokat, és ez nagyon klassz." 2011 szeptemberében megjelent egy szoftverfrissítés, amely lehetővé teszi a felhasználók számára, hogy a PlayStation Move segítségével játsszanak a játékkal. Nem sokkal ezután megjelent a Rise of the Cakeling prémium DLC-csomag, amely új történetszinteket és eszközöket adott az alkotóknak, amelyek lehetővé teszik számukra, hogy PlayStation Move játékokat készítsenek.

### Dob
Az "Arcade" műfaj előzetese mindössze egy nappal a játék indulása előtt jelent meg, és számos új játékműfajt mutat be, beleértve az akció-, sport- és kalandműfajt. Kiadtak egy kulisszák mögötti videót is, ezt a videót akkor forgatták, amikor a játék aranyérmes volt. A bemutató trailer 2011. január 21-én jelent meg, és Sackboy szemszögéből tiszteleg a videojátékok története előtt. Megjelent egy TV-hirdetés, amely bemutatta az új játékon belüli funkciókat, és rávilágított arra, hogy a LittleBigPlanet közösség mennyire sokszínű és globális. Kiadtak egy "Share"-t is, amely bemutatta, hogyan lehet megosztani a LittleBigPlanet 2 szórakozását.
2011. január 17-én a Sony átadta a LittleBigPlanet 2-t kiválasztott játékosoknak, akik megpróbálták megdönteni az 50 órányi folyamatos játék Guinness-rekordját. Két nap után sikerült megdönteni az 50 órányi folyamatos játék Guinness-rekordját, és további négy rekord is született... a rekordot ennél rövidebb idő alatt elérni nem volt lehetséges.
Azok az ügyfelek, akik a játékot az első héten vásárolták meg, megkapták az „1 hét csak” DLC-t (amely csak az első héten volt elérhető), beleértve a Startnapi „Space Suit”-ot és a „Ritka” pólót. Különleges ajánlatként azok a vásárlók, akik bejelentkeztek a Sony Style Store Foursquare-be, dedikált borítót kaptak a Media Molecule-tól, valamint a Limited Edition DLC-t. Az ajánlat csak január 18-án és 19-én volt érvényes.

### Főbb frissítések és letölthető tartalomcsomagok
2011. február 15-én a Media Molecule kiadta a LittleBigPlanet 2 1.01-es szoftverfrissítését. A "Cupcake" nevű első javítás számos technikai problémát kezelt, amelyek befolyásolták az online játékot.
2011. augusztus 3-án a Media Molecule kiadta a Toy Story Level Kit-et, amely a LittleBigPlanet 2 januári megjelenése óta az első olyan DLC-csomag, amely játszható pályákat tartalmaz. A prémium csomag 9 Toy Story témájú szintet, 5 anyagot, 10 dekorációt, 6 tárgyat, 149 matricát és a Toy Story Alien jelmezt tartalmazza, amely korábban csak bónuszként volt elérhető a LittleBigPlanet 2 LittleBigPlanet 2 előrendeléséhez a Best Buy-tól, és a LittleBigPlanet 2 Gyűjteményi kiadásban volt része. A csomag részeként megtalálható Winifred Phillips által komponált és Winnie Waldron által készített zene is. A zene három új Toy Story témájú zeneszámot tartalmaz, amelyek közül az egyik interaktív. A Gamertell.com-on Jeremy Hill, a zenei ismertető szerzője, azt mondta: "Még a [LittleBigPlanet 2] alátámasztása nélkül is ezek a dalok megállják a helyüket", míg Simon Smith, a Higher Plain Music munkatársa, a kottát "Tökéletesen elbűvölő és lefegyverzőnek" leírta, mondván, hogy "pillanatok alatt ragyogni fog."
2011. szeptember 7-én megjelent az 1.06-os szoftverfrissítés, amely támogatja a PlayStation Move mozgásvezérlőt. A következő héten kiadott letölthető tartalomcsomag új történetszinteket és létrehozási eszközöket kínál, lehetővé téve a felhasználók számára, hogy saját Move-alapú játékokat és pályákat hozzanak létre.

## Zene
Mint a korábbi játékokban, a játékosnak lehetősége van zenék gyűjtésére, melyeket felhasználhat a saját készítésű pályákon. A LittleBigPlanet 2-nel négyféle zenei típus érhető el: lineáris, interaktív, film és szekvencia.

## Marketing és kiadás
A LittleBigPlanet 2 eredetileg 2010 novemberére tervezett megjelenését 2011 januárjára halasztották. A játék Észak-Amerikában 2011. január 18-án jelent meg, Európában 2011. január 19-én, Ausztráliában és Új-Zélandon 2011. január 20-án, míg az Egyesült Királyságban és Írországban 2011. január 21-én. 2010. december 21-én az SCEA PR-menedzsere, Eric Levine megerősítette, hogy a játék "arany lett", ami azt jelenti, hogy a játék 100%-ban elkészült, és az SCE QA aláírta.
A LittleBigPlanet 2 Story Mode Demo 2010. december 21-én vált elérhetővé ingyenesen letölthető formában a PlayStation Store-ban Észak-Amerikában, míg Európában 2010. december 22-én. A demó három szintet tartalmaz a játék történeti módjából. Minden pálya bemutatja a játék egyik új funkcióját: a Grapple Hook-ot a "Tower of Whoop" szinten, a Controlinatort az "Avalon's Advanced Armaments Academy"-ban és a Creatinatort a "Rocket Funland" minijátékban.
A Toyota autógyártó ingyenes szponzorált tartalmat kínált a LittleBigPlanet 2 indulásakor, ideértve az ingyenes XMB témát és egy speciális Prius témájú pályát. A letölthető kiegészítő gyűjthető tárgyakat tartalmazott, amelyeket a játékosok felhasználhatnak saját alkotásaik elkészítéséhez, hogy "nagyon klassz nyereményeket" nyerjenek.
2011. január 19-én a Sony átalakította a Home Square-t. A karton és a szőnyeg a megszokott Home Square-t olyan környezetté alakította, ahol a Sackboy otthon érezheti magát a PlayStation 3 online közösségi alapú szolgáltatásának, a PlayStation Home-nak európai verziójában.
A 7-Eleven exkluzív letölthető tartalmakat kínált a LittleBigPlanet 2-höz, cserébe a Slurpee vásárlásokért 2011. január végén az Egyesült Államokban az üzletekben. A 7-Eleven LittleBigPlanet 2 témájú Slurpee csészéket is tartalmazott. Minden Slurpee pohár egyedi kóddal van ellátva, amely lehetővé teszi a LittleBigPlanet 2 tartalom letöltését (és más Slurpee jutalmakat), például dinamikus témát a PlayStation 3 rendszerhez, a "Slurpee matricacsomagot", a stratégiai útmutatót, a Sackboy hátizsákot a PlayStation Home-hoz, több csengőhang, egy kulisszák mögötti videó és egy alkotói videó. Az akció 2011. március végéig tartott. Az Uncharted 3: Drake's Deception-ben egy Sackboy easter egg is volt látható.

### Előrendelési bónuszok
Több kiskereskedelmi egységen keresztül számos előrendelési ajánlat érkezett. Minden előrendelés tartalmazott négy jelmezt az "Even More Animals" csomagból, valamint legfeljebb két "speciális" kosztümöt a Disney, a Pixar és az Insomniac Games-től. A játékosoknak attól függően, hol rendelték meg a játékot, eltérő „különleges” jelmezeket kínáltak. A választható jelmezek között szerepelt a Ratchet & Clank jelmezek, a Toy Story Alien jelmezek, a Tron öltöny és a The Muppet The Great Gonzo jelmez.

### Kiskereskedelmi kiadások
A játék mellett több más verzió is elérhető, melyek kizárólag bizonyos országokban és/vagy régiókban használhatók. A játék összes speciális kiadása korlátozott mennyiségben kerül értékesítésre, és tartalmazza a játék egy példányát, akár a szokásos csomagolásban, akár egyedi csomagolásban.
A SCEA marketingmenedzsere, Mark Valledor, 2010 júliusában bejelentette az Észak-Amerikában elérhető Kollekció Különkiadását. Az észak-amerikai Kollekció Különkiadása tartalmazza a játék egy példányát, egy 7 hüvelykes Sackboy plüssfigurát, öt PlayStation Network avatárt, egy LittleBigPlanet 2 könyvtartót és 11 játékon belüli jelmezt.
Az SCEE termékmenedzsere, Alex Pavey, 2010 novemberében bejelentette a PlayStation Blog olvasóinak, hogy Európában is elérhető lesz egy Különkiadás, amely eltér az észak-amerikai változattól. A Különkiadás Európában különböző borítóval érkezik, a játék Különkiadás példánya pedig SteelBook tokos csomagolásban található. Hét játékon belüli jelmezt és öt PSN-avatart is tartalmaz. Négy további játékon belüli jelmez is megtalálható, beleértve a Jak and Daxter és a Ratchet & Clank karaktereket. Ezek a kiskereskedő-specifikus előrendelési ösztönzők révén lesznek elérhetőek, de ezek részleteit még nem közölték. A LittleBigPlanet 2 Különkiadás különböző módokon volt elérhető Európában és a többi PAL-országban.
Az Ausztráliai Gyűjtői Kiadás nagyon hasonlít az Európai Gyűjtői Kiadáshoz. Tartalmazza a SteelBook csomagolást, tizenegy letölthető Sackboy-jelmezt és öt PSN avatart. Előrendelési bónuszként egy 7 hüvelykes Sackboy plüssfigurát is tartalmazott.
Az Egyesült Királyságban elérhető volt egy konzolcsomag, amely egy 320 GB-os PlayStation 3 konzolt, egy DualShock 3 kontrollert és a játék standard kiadásának egy példányát tartalmazta.
2011 novemberében kiadták a speciális kiadást, amely kizárólag Észak-Amerikára terjedt ki. Ez a kiadás tartalmazta a játék standard verzióját, a PlayStation Move támogatást, a "Move Pack: Rise of the Cakeling" (5 új szint és 7 miniszint), a "Disney/Pixar Toy Story Level" és a "Costume" csomagokat, valamint a "Háziállatok jelmezei" (a "Kutyák", "Macskák" és "Még több állat jelmeze" csomagokat). A Special Edition Észak-Amerikában a 2011-es ünnepi 160 GB-os PS3 rendszercsomagokkal együtt került forgalomba.
Az Extras Edition eredetileg 2013 februárjára lett volna kiadva, de Európában 2013 márciusára halasztották. Ez a kiadás magában foglalja az eredeti játékot és egy sor bónuszt, amelyeket korábban DLC-ként adtak ki. A bónusz tartalmak közé tartozik a „Cross-Controller Pack”, „Move Pack: Rise of the Cakeling” és „The Muppets Premium Level Kit”. A kiadás továbbá számos jelmezt is tartalmaz, például a "The Muppets Costume Pack 1", "Weekend Pursuits Costume Pack", "Deep Sea Adventures Costume Pack", "Sports Costume Pack", "Dogs Costume Pack" és a "Cats Costume Pack".

## Recepció
| Összegzőoldal | Értékelés |
| ------------- | --------- |
| GameRankings  | 92.04%    |
| Metacritic    | 91/100    |

| Szerző    | Értékelés |
| --------- | --------- |
| CVG       | 9.4/10    |
| Eurogamer | 9/10      |
| Famicú    | 86        |
| GamesTM   | 10/10     |
| IGN       | 9.0/10    |
| Joystiq   | [ 68 ]    |
| OPM (UK)  | 10/10     |

| Szerző | Díj                                  |
| ------ | ------------------------------------ |
|        | Family (2012) Game Innovation (2012) |

A LittleBigPlanet 2 egyetemes elismerést kapott a kritikusoktól. A PlayStation Official Magazine (Egyesült Királyság) teljes pontszámot, 10/10-et adott a LittleBigPlanet 2-nek. Dicsérték az újratervezett alkotóeszközöket, mint "egyszerűen megfogható, hatalmas lehetőségeket rejtenek magukban", és hangsúlyozták, hogy a játék összességében "nagyot javított" az eredeti verzióhoz képest. Az IGN játékosa, Greg Miller 9,0/10 pontot adott a játéknak, dicsérve a LittleBigPlanet 2 változatosságát. Továbbá elismerően szólt az új kreatív eszközökről, megállapítva, hogy "a játékban a játékok létrehozásának fókusza valóban átüt", és az új eszközkészletet "elképesztően mélynek" nevezte. Miller azonban némi kritikát fogalmazott meg az első játékban tapasztalt "frusztrációk" miatt, amelyek még mindig jelen vannak a folytatásban, mint például a "lebegő" ugrásvezérlők.
Az Eurogamer 9/10 értékelést adott a játéknak, főként a "fájdalmasan szép" látványvilágáért, és optimizmussal tekintett a játék közösségére, megjegyezve, hogy "aligha kétséges, hogy az LBP2 online szerverei különleges tartalomnak adnak majd otthont". Adam Dolge, a PlayStation Universe munkatársa kijelenti, hogy "a filmzene egyszerűen csodálatos, míg a művészeti stílus hangulatos, vaudevilliánus atmoszférát teremt." A Paste Magazine munkatársa, Kirk Hamilton, kiemelte a játék visszamenőleges kompatibilitását az első LittleBigPlanetből származó, felhasználók által létrehozott pályákkal, és dicsérte a játék "zenei lelkét" mind a "licenczene eklektikus gyűjteményében", mind a "kiemelkedő eredeti pontszámában".

### Értékesítés
Az Egyesült Királyságban a LittleBigPlanet 2 az első helyen debütált a brit All Formats listán, majd értékesítésének második hetében a második helyre esett vissza. A ChartTrack szerint az eredeti LittleBigPlanet 95-tel több példányban kelt el, mint a LittleBigPlanet 2 a debütáló héten. A LittleBigPlanet 2 maradt az Egyesült Királyság legnagyobb példányszámban eladott PS3-játéka két hétig egymás után. Japánban a játék az ötödik helyen debütált, 24 648 példányban kelt el, Észak-Amerikában pedig a debütáló héten vezette az észak-amerikai szoftvereladásokat. A LittleBigPlanet 2 2011 januárjában a negyedik helyen állt az NPD eladási listáin, az első néhány hétben több mint 353 000 darabot adtak el. 2011 novemberében, a fekete pénteken a LittleBigPlanet 2 több mint 400 000 példányban kelt el. Az SCE szerint 2011-ben a LittleBigPlanet 2 volt az egyik legnépszerűbb játék PlayStation 3-on.

### Díjak
A LittleBigPlanet 2-t 2011-ben Golden Joystick-díjra jelölték a „Legjobb akció/kaland” kategóriában. A játékot a 2011-es Spike Video Game Awards "Legjobb PS3-játék" kategóriában jelölték, és egy másik PS3-játékkal, az Uncharted 3: Drake's Deceptionnel szemben veszített.
A LittleBigPlanet 2 "Victoria's Lab" zeneszámát a 2011-es Hollywood Music in Media díjra is jelölték a "Legjobb videojáték dal" kategóriában.
A Kotaku a LittleBigPlanet 2 pontszámát az év egyik legjobb videojáték-zenéjének nevezte. A "The Best Game Music of 2011: LittleBigPlanet 2" című cikkben a funkciók szerkesztője, Kirk Hamilton dicsérte mind a licencelt számok gyűjteményét, mind az eredeti kottát. Kiemelte kedvenceként Winifred Phillips zeneszerző zenéjét (különösen a "Victoria's Lab" című számát), valamint az "Infotain Me" licenccel rendelkező zeneszáma Ocher elektronikus zenésztől. Ezek a dalok szerinte tökéletesen ragadják meg "a játék lényegét".
A LittleBigPlanet 2-t a 10. éves Game Audio Network Guild Awards díjára jelölték a „Legjobb licencelt zenehasználat” és a „Legjobb eredeti vokál – pop” kategóriában Winifred Phillips „Victoria's Lab”-jáért.
A LittleBigPlanet 2-t a 2011-es Game Developers Choice Awards díjára jelölték a „Legjobb hang” kategóriában, amely a játék hangjának általános kiválóságát ismeri el – beleértve a zenei kompozíciót, hangszerelést, hangtervezést, hangeffektusokat stb.
A 15. éves Interactive Achievement Awards során a LittleBigPlanet 2 jelöléseket kapott a "Kiemelkedő teljesítmény eredeti zeneszerzésben", "Kiemelkedő teljesítmény az online játékmenetben" kategóriákban, és végül megnyerte az "Év családi játéka" díjat.
A 2011-es BAFTA Video Games Awards díjátadón a LittleBigPlanet 2 nyert a család és a legjobb innováció kategóriában.

## Sackboy őskori lépései
A LittleBigPlanet Sackboy's Prehistoric Moves a Supermassive Games és az SCE Worldwide Studios XDev csapata által kifejlesztett LittleBigPlanet spin-off, amely 2-5 játékossal játszható, és PlayStation Move kontrollerre és PlayStation Eye Camerára van szükség. Az egyik játékos a PlayStation Move mozgásvezérlőt használja mutatóeszközként a környezet manipulálására kapcsolók és mozgó platformok kioldásával, míg a többiek egy gamepad segítségével vezérlik a Sackboyt a szokásos módon. Bár PlayStation Network játékként számlázzák, a Sackboy's Prehistoric Moves narrátora „demóként” mutatja be. Tíz őskori témájú pályát tartalmaz, és 2010. december 7-én jelent meg a PlayStation Store-ban Észak-Amerikában, Európában pedig 2010. december 8-án a PlayStation Plus előfizetők számára. Más felhasználók számára Észak-Amerikában 2010. december 14-én, Európában pedig 2010. december 15-én tették elérhetővé. A játék a LittleBigPlanet 2-vel is együtt volt, amikor 2011 januárjában megjelent.

### Recepció
A játék szokatlan megjelenése miatt a Sackboy's Prehistoric Moves önálló termékként nem kapott széles körben kritikát. Greg Miller, az IGN-től 6,5/10-re értékelte a játékot, és inkább a PlayStation Move funkcióinak technikai bemutatójának nevezte, nem pedig teljes értékű játéknak. Kritizálta a játék tartós vonzerejének hiányát is, mivel nincs gyűjthető díj vagy jelmez. Miller azonban azt mondta: "Ha van egy bimbója, aki annyira szereti a LittleBigPlanet-et, mint te, akkor jól fogsz szórakozni", és hogy a játék jó bemutató darab lehet a PlayStation Move számára. Az Eurogamer 7/10-re értékelte a játékot, és kijelentette, hogy "nincs sok tartalom", és kritizálta a LittleBigPlanet motor használatát a LittleBigPlanet 2 továbbfejlesztett funkciói helyett, de mérsékelte azzal, hogy "ha van egy játékod, már most is olyan gyönyörűen néz ki, mint ez, biztos vagyok benne, hogy együtt tud majd élni vele." A GamesRadar a játék hosszát is bírálta; "A Sackboy's Prehistoric Moves egy nagyon jó játék, csak nincs annyi "játék", amivel körbe lehet menni", a kritikus értetlenül állt az eredeti LittleBigPlanet motor használatán is a továbbfejlesztett LittleBigPlanet 2 mellett megjelent játékban, és összegezte: "Összességében a Sackboy's Prehistoric Moves egy furcsa vadállat. Túl jó, hogy demó legyen, túl rövid ahhoz, hogy játék legyen, túl elavult ahhoz, hogy előzetes legyen, és túl sok gonddal és karakterrel van átitatva ahhoz, hogy PS Move reklámjátékként adják át.", és 7/10-re értékelte a meccset.

## Alkalmazások az oktatásban
A Media Molecule a Sony Computer Entertainment oktatási szektorra összpontosító ágával, a ConnectED-del együttműködve dolgozott ki egy LittleBigPlanet 2 tanári készletet az osztálytermi használatra. A csomag a nemzeti tantervben szereplő tantárgyak, köztük a fizika, a matematika, a természettudomány, a művészet és a történelem témaköréhez kapcsolódó szintet tartalmaz majd, és célja, hogy segítse a tanulók bevonását ezekbe a tantárgyakba.

## Fordítás
Ez a szócikk részben vagy egészben  a   LittleBigPlanet 2 című angol Wikipédia-szócikk ezen változatának fordításán alapul.  Az eredeti cikk szerkesztőit annak laptörténete sorolja fel. Ez a jelzés csupán a megfogalmazás eredetét és a szerzői jogokat jelzi, nem szolgál a cikkben szereplő információk forrásmegjelöléseként.